# Regeringen Viggo Kampmann I
Regeringen Viggo Kampmann I var Danmarks regering 21 februari 1960 - 18 november 1960. Det var en koalitionsregering, bestående av ministrar från Socialdemokraterne, Radikale Venstre och Danmarks Retsforbund.
| Ämbete                          | Minister | Minister         | Parti                | Period                              |
| ------------------------------- | -------- | ---------------- | -------------------- | ----------------------------------- |
| Statsminister                   |          | Viggo Kampmann   | Socialdemokraterne   | 21 februari 1960 - 18 november 1960 |
| Utrikesminister                 |          | Jens Otto Krag   | Socialdemokraterne   | 21 februari 1960 - 18 november 1960 |
| Finansminister                  |          | Viggo Kampmann   | Socialdemokraterne   | 21 februari 1960 - 31 mars 1960     |
| Finansminister                  |          | Kjeld Philip     | Radikale Venstre     | 31 mars 1960 - 18 november 1960     |
| Ekonomiminister                 |          | Bertel Dahlgaard | Radikale Venstre     | 21 februari 1960 - 18 november 1960 |
| Försvarsminister                |          | Poul Hansen      | Socialdemokraterne   | 21 februari 1960 - 18 november 1960 |
| Undervisningsminister           |          | Jørgen Jørgensen | Radikale Venstre     | 21 februari 1960 - 18 november 1960 |
| Justitieminister                |          | Hans Hækkerup    | Socialdemokraterne   | 21 februari 1960 - 18 november 1960 |
| Inrikesminister                 |          | Søren Olesen     | Danmarks Retsforbund | 21 februari 1960 - 18 november 1960 |
| Jordbruksminister               |          | Karl Skytte      | Radikale Venstre     | 21 februari 1960 - 18 november 1960 |
| Kyrkominister                   |          | Bodil Koch       | Socialdemokraterne   | 21 februari 1960 - 18 november 1960 |
| Bostadsminister                 |          | Kaj Bundvad      | Socialdemokraterne   | 21 februari 1960 - 31 mars 1960     |
| Bostadsminister                 |          | Carl P. Jensen   | Socialdemokraterne   | 31 mars 1960 - 18 november 1960     |
| Fiskeriminister                 |          | Oluf Pedersen    | Danmarks Retsforbund | 21 februari 1960 - 18 november 1960 |
| Arbetsminister                  |          | Kaj Bundvad      | Socialdemokraterne   | 21 februari 1960 - 18 november 1960 |
| Handelsminister                 |          | Kjeld Philip     | Radikale Venstre     | 21 februari 1960 - 31 mars 1960     |
| Handelsminister                 |          | Lars P. Jensen   | Socialdemokraterne   | 31 mars 1960 - 18 november 1960     |
| Minister för Grönland           |          | Kai Lindberg     | Socialdemokraterne   | 21 februari 1960 - 18 november 1960 |
| Minister utan portfölj          |          | Viggo Starcke    | Danmarks Retsforbund | 21 februari 1960 - 18 november 1960 |
| Minister för offentliga arbeten |          | Kai Lindberg     | Socialdemokraterne   | 21 februari 1960 - 18 november 1960 |
| Socialminister                  |          | Julius Bomholt   | Socialdemokraterne   | 21 februari 1960 - 18 november 1960 |
| Minister för nordiskt samarbete |          | Bertel Dahlgaard | Radikale Venstre     | 21 februari 1960 - 18 november 1960 |